# Liste tunesischer Filme
Die Liste tunesischer Filme führt Filme auf, die unter Beteiligung von in Tunesien ansässigen Filmproduktionsgesellschaften hergestellt wurden.

## 1920er bis 1950er Jahre
- 1958: Goha – Regie: Jacques Baratier

## 1960er Jahre
- 1968: Mokhtar – Regie: Sadok Ben Aïcha

## 1970er Jahre
- 1976: Die Botschafter (Les Ambassadeurs) – Regie: Naceur Ktari
- 1977: Sonne der Hyänen (Soleil des hyènes) – Regie: Ridha Behi

## 1980er Jahre
- 1982: Schatten der Erde (Dhil al ardh) – Regie: Taïeb Louhichi
- 1984: Die Glorreichen (Les Morfalous) – Regie: Henri Verneuil
- 1986: Der Mann aus Asche (Rih essed) – Regie: Nouri Bouzid
- 1986: Piraten (Pirates) – Regie: Roman Polański
- 1988: Das Camp der Verlorenen (Camp de Thiaroye) – Regie: Ousmane Sembène
- 1988: Spuren – La Trace (La Trace / Sama) – Regie: Néjia Ben Mabrouk
- 1989: Bitterer Champagner (Champagne amer) – Regie: Ridha Behi
- 1989: Layla (Majnoun Layla) – Regie: Taïeb Louhichi

## 1990er Jahre
- 1990: Halfaouine – Zeit der Träume (Asfour Stah) – Regie: Férid Boughedir
- 1992: Bezness – Business – Das Geschäft mit der Sehnsucht (Bezness) – Regie: Nouri Bouzid
- 1994: Palast des Schweigens (Ṣamt al-quṣūr / Les Silences du palais) – Regie: Moufida Tlatli
- 1996: Essaïda – Regie: Mohamed Zran
- 1996: Honig und Asche (Miel et cendres) – Regie: Nadia Fares
- 1996: Ein Sommer in La Goulette (Un été à La Goulette) – Regie: Férid Boughedir
- 1999: Die List der Frauen – Keïd Ensa (Keïd Ensa) – Regie: Farida Benlyazid

## 2000er Jahre
- 2000: Zeit der Männer, Zeit der Frauen (La Saison des hommes) – Regie: Moufida Tlatli
- 2001: Die Tochter von Keltoum (La Fille de Keltoum) – Regie: Mehdi Charef
- 2002: La boîte magique – Regie: Ridha Behi
- 2002: Puppen aus Ton (Arraïs ettine / Araïs El Teïn / Poupées d’argile) – Regie: Nouri Bouzid
- 2002: Roter Satin (Satin rouge) – Regie: Raja Amari
- 2003: Rivalinnen (Nadia et Sarra) – Regie: Moufida Tlatli
- 2004: Moolaadé – Bann der Hoffnung (Moolaadé) – Regie: Ousmane Sembène
- 2004: Signe d’appartenance (Kurzfilm) – Regie: Kamel Chérif[1]
- 2005: Le Prince – Regie: Mohamed Zran
- 2006: Making of – Kamikaze (Making of) – Regie: Nouri Bouzid
- 2009: Le Fil – Die Spur unserer Sehnsucht (Le Fil) – Regie: Mehdi Ben Attia

## 2010er Jahre
- 2011: Black Gold – Regie: Jean-Jacques Annaud
- 2014: Le Dernier Mirage – Regie: Nidhal Chatta
- 2015: Kaum öffne ich die Augen (À peine j’ouvre les yeux) – Regie: Leyla Bouzid
- 2016: Hedis Hochzeit (Inhebbek Hedi) – Regie: Mohamed Ben Attia
- 2017: La Belle et la meute – Aala Kaf Ifrit (Aala Kaf Ifrit) – Regie: Kaouther Ben Hania
- 2017: Mektoub, My Love: Canto Uno – Regie: Abdellatif Kechiche
- 2017: Mustafa Z – Regie: Nidhal Chatta
- 2018: Brotherhood (Ikhwène) – Regie: Meryam Joobeur
- 2018: Dachra – Regie: Abdelhamid Bouchnak
- 2018: Mein lieber Sohn (Weldi) – Regie: Mohamed Ben Attia
- 2018: Le Pardon – Regie: Najwa Slama
- 2019: Auf der Couch in Tunis (Un divan à Tunis) – Regie: Manele Labidi

## 2020er Jahre
- 2020: Der Mann, der seine Haut verkaufte (The Man Who Sold His Skin) – Regie: Kaouther Ben Hania
- 2021: Black Medusa – Regie: Youssef Chebbi und ismaël
- 2021: Fartattou el thahab – Regie: Abdelhamid Bouchnak
- 2021: Eine Geschichte von Liebe und Verlangen (Une histoire d’amour et de désir) – Regie: Leyla Bouzid
- 2021: Souad – Regie: Ayten Amin
- 2022: Taht alshajra – Regie: Erige Sehiri
- 2023: Olfas Töchter (Les filles d’Olfa) – Regie: Kaouther Ben Hania